# 经济地质学
经济地质学，俗称矿床学，研究对经济工业有影响的地球资源。这些资源包括贵金属，基本金属，非金属矿产，建筑石材，油气，煤炭和水。